# Monomorium impexum
Monomorium impexum är en myrart som beskrevs av Wheeler 1928. Monomorium impexum ingår i släktet Monomorium och familjen myror. Inga underarter finns listade i Catalogue of Life.